# Ebegomphus pumilus
Ebegomphus pumilus – gatunek ważki z rodziny gadziogłówkowatych (Gomphidae). Znany tylko z miejsca typowego w San Carlos de Río Negro w stanie Amazonas w południowej Wenezueli (w pobliżu granicy z Kolumbią).
Gatunek ten opisał (pod nazwą Cyanogomphus pumilus) w 1986 roku J. Belle w oparciu o dwa okazy samców i ich wylinki; okazy te odłowiono jako larwy w marcu 1984 roku przy drodze łączącej San Carlos de Río Negro i Solano, w laboratorium przeobraziły się w imagines. Samica nie jest znana.